# Titus’ Tommy Gunn
Titus’ Tommy Gunn – solowy projekt Tomasza „Titusa” Pukackiego. Jest to klasycznie heavymetalowe trio, w którym obecnie oprócz Pukackiego występują gitarzysta Iggy Gvadera oraz perkusista Mike Dolski.
15 grudnia 2009 roku został wydany debiutancki album tria pt. La Peneratica Svavolya. W tym okresie na koncertach, oprócz materiału z debiutanckiej płyty, grupa grała także covery - m.in. „Viva Las Vegas” z repertuaru Elvisa Presleya, „Home” Iggy’ego Popa czy „24 Radical Questions” formacji Acid Drinkers.
W 2012 roku grupa została zawieszona na czas nieokreślony.
W lipcu 2022 roku grupa została reaktywowana w zmienionym składzie, poza Pukackim znaleźli się w niej gitarzysta Iggy Gvadera, z którym lider współpracował wcześniej w Anti Tank Nun oraz perkusista Mike Dolski. Zespół dał dwa reaktywacyjne koncerty: 20 sierpnia w Środzie Wielkopolskiej w ramach End of Summer Fest oraz 3 września w Bytomiu w ramach Metal Doctrine Festival Vol. 4.
10 września Pukacki zapowiedział premierę kolejnego albumu na wiosnę 2023 roku.

## Dyskografia
| Rok  | Tytuł                                                                       |
| ---- | --------------------------------------------------------------------------- |
| 2009 | La Peneratica Svavolya - Data: 15 grudnia 2009 - Wydawca: Mystic Production |
| 2024 | Serial Suicide - Data: 20 grudnia 2024 - Wydawca: Makumba Music             |

| Rok  | Tytuł                      | Pozycja na liście | Album                  |
| Rok  | Tytuł                      | Turbo Top         | Album                  |
| ---- | -------------------------- | ----------------- | ---------------------- |
| 2010 | „The Bitch Is (Still) ..." | 5                 | La Peneratica Svavolya |

## Nagrody i wyróżnienia
| Rok  | Kategoria                                 | Nagroda  | Nota      |
| ---- | ----------------------------------------- | -------- | --------- |
| 2011 | Album roku metal (La Peneratica Svavolya) | Fryderyk | Nominacja |